# Emil Lind (Schauspieler)
Emil Lind (geboren 14. August 1872 in Wien, Österreich-Ungarn; gestorben 7. April 1948 in Wien) war ein österreichischer Schauspieler, Theaterregisseur und Schauspiellehrer an deutschsprachigen Bühnen.

## Leben und Wirken

### Am Theater und beim Film
Der gebürtige Wiener begann seine Laufbahn 1891 als Schauspieler in Salzburg. 1892 folgte er einem Ruf nach Preßburg, im Jahr darauf nach Linz und ein weiteres Jahr später ins mährische Troppau. Nach einer Stippvisite im böhmischen Reichenberg 1895 gehörte Lind von 1896 bis 1899 dem Ensemble des Stadttheaters von Brünn an. Nach diesen Jahren in der k.u.k.-Provinz wechselte der Künstler 1899 nach München, um einer Verpflichtung an die dortigen Vereinigten Theater nachzukommen. Vor allem sah man ihn am Münchner Schauspielhaus unter der Leitung von Ignaz Georg Stollberg. Dort blieb er bis 1904.
In jenen frühen Jahren verkörperte der hagere Wiener mit der wuchtigen Nase und dem markanten (und in seinen späten Jahren) weißen Schnurrbart Charaktere in zumeist modernen Stücken. Er reüssierte bis zur Jahrhundertwende in Stücken wie Das Vermächtnis, Die Macht der Finsternis, Das andere Ufer und Der rote Hahn.
1904 ging Emil Lind nach Berlin und diente in der Folgezeit den Theaterbetreibern bzw. Intendanten Otto Brahm, Max Reinhardt, Victor Barnowsky und Heinz Saltenburg als Schauspieler, Regisseur und Dramaturg. In der Ägide Reinhardts wirkte er außerdem über ein Jahrzehnt lang auch als Schauspiellehrer am Deutschen Theater und ging gastspielweise an Bühnen in Wien, New York und Düsseldorf. 1914 wurde er Mitglied des ordentlichen Lehrkörpers der Hochschule für Kunst in Düsseldorf und dort verantwortlich für die Bereiche Künstlerischer Vortrag und Mimik.
In seinen Berliner Jahren sah man Emil Lind auch in einer Reihe von Stummfilmen, in denen er zumeist tragende Nebenrollen verkörperte. Vor allem sein Landsmann, der Wiener Richard Oswald, setzte ihn mehrfach ein, aber auch Friedrich Fehér und Friedrich Zelnik. Mit Robert Wiene gründete er im Juli 1921 die Rembrand-Film GmbH, die im November in die Lionardo-Film GmbH umbenannt wurde. Bei Fehérs Film Das graue Haus wirkte Lind als Oberregisseur und künstlerischer Beirat. 1927 beendete er seine Filmtätigkeit und wandte sich der Autorentätigkeit zu.

### Als Zeitschriften-Mitbegründer
In den Spielzeiten 1919/1920 und 1920/1921 gab er zusammen mit Max Epstein in Berlin die in blauen Karton eingeschlagene Theater- und Kulturzeitschrift Freie deutsche Bühne heraus. Nach seinem Rückzug führte Epstein diese unter dem Titel Das Blaue Heft einige Jahre weiter.

### Gewerkschaftliche Arbeit und erzwungener Rückzug
Lind war seit 1914 Mitglied des Verwaltungsrats der Genossenschaft Deutscher Bühnen-Angehöriger und diente dieser Institution ab 1927 als Schriftleiter von deren Hauspublikation Der neue Weg. Zum Zeitpunkt seines Todes (1948) war Lind, neben Albert Bassermann und Eduard von Winterstein, eines von drei Ehrenmitgliedern der Genossenschaft.
Infolge der Machtergreifung durch die Nationalsozialisten in Deutschland kehrte der 60-jährige Lind 1933 in seine Wiener Heimat zurück. Er wurde aus der Reichstheaterkammer ausgeschlossen. Lind wurde von Freunden vor der Deportation geschützt. Am 7. April 1948 starb Emil Lind im Alter von 75 Jahren in seiner Heimatstadt Wien.

## Filmografie
als Schauspieler, wenn nicht anders angegeben
- 1913: Die Befreiung der Schweiz und die Sage vom Wilhelm Tell
- 1915: Und wandern sollst du ruhelos …
- 1918: Es werde Licht!, 3. Teil
- 1918: Dida Ibsens Geschichte
- 1918: Der Fluch des Nuri
- 1919: Die Prostitution (2 Teile)
- 1919: Marodeure der Revolution
- 1919: Die Arche
- 1919: Die letzten Menschen
- 1920: Marionetten des Teufels
- 1920: Die entfesselte Menschheit
- 1920: Flachsmann als Erzieher
- 1922: Die höllische Macht (auch Produzent)
- 1923: I.N.R.I.
- 1926: Das graue Haus (nur als Oberregisseur und künstler. Beirat)
- 1926: Überflüssige Menschen
- 1927: Mata Hari
- 1927: Bigamie
- 1927: Die Weber

## Theater

### Schauspieler
- 1906: Ludwig Fulda: Der heimliche König (Pförtner) – Regie: ? (Lessingtheater Berlin)
- 1906: Herbert Eulenberg: Ritter Blaubart (Leichendieb) – Regie: ? (Lessingtheater Berlin)
- 1907: Gerhart Hauptmann: Und Pippa tanzt! (Mende) – Regie: ? (Residenz-Theater Berlin)
- 1907: Hans Müller-Einigen: Das stärkere Leben – Regie: ? (Raimundtheater Wien)
- 1909: Maurice Maeterlinck: Monna Vanna (Marco Colonna) – Regie: Reinhard Bruck (Schauspielhaus Düsseldorf)
- 1909: George Bernard Shaw: Der Arzt am Scheideweg – Regie: Gustav Lindemann (Schauspielhaus Düsseldorf)
- 1910: Molière: Der Herr von Pourceaugnac (Titelrolle) – Regie: Alfred Halm (Neues Schauspielhaus Berlin)
- 1910: Johann Nestroy: Der Zerrissene – Regie: Alfred Halm (Neues Schauspielhaus Berlin)
- 1911: Franz Grillparzer: Des Meeres und der Liebe Wellen (Tempelhüter) – Regie: Dahlberg (Neues Schauspielhaus Berlin)
- 1911: Paul Gavault: Das kleine Schokoladenmädchen – Regie: Alfred Halm (Neues Schauspielhaus Berlin)
- 1912: Pedro Calderón de la Barca: Circe (Clarin) – Regie: Alfred Halm (Münchner Künstlertheater)
- 1912: Hans Sachs: Der Teufel nahm sich ein altes Weib zur Eh‘ (Teufel) – Regie: Alfred Halm (Münchner Künstlertheater)
- 1913: Frank Wedekind: Lulu (Schigolch) – Regie: Franz Zavrel (Münchner Künstlertheater)
- 1914: Karl Gutzkow: Zopf und Schwert – Regie: Paul Henckels (Schauspielhaus Düsseldorf)
- 1914: Hermann Bahr: Der Querulant (Titelrolle) – Regie: Otto Stoeckel (Schauspielhaus Düsseldorf)
- 1915: Heinrich von Kleist: Der zerbrochne Krug (Richter Adam) – Regie: Otto Stoeckel (Schauspielhaus Düsseldorf)
- 1915: Gerhart Hauptmann: Hanneles Himmelfahrt (Pleschke) – Regie: Paul Henckels (Schauspielhaus Düsseldorf)
- 1916: Friedrich Schiller Don Carlos (König) – Regie: Paul Henckels (Schauspielhaus Düsseldorf)
- 1916: Johann Wolfgang von Goethe: Faust. Eine Tragödie (Mephisto) – Regie: Gustav Lindemann (Schauspielhaus Düsseldorf)
- 1917: Friedrich Schiller: Die Verschwörung des Fiesco zu Genua (Mohr) – Regie: ? (Schauspielhaus Düsseldorf)
- 1918: Heinrich Mann: Variété (Direktor Fein) – Regie: ? (Lessingtheater Berlin)
- 1918: August Strindberg: Nach Damaskus (Pater Melcher) – Regie: Victor Barnowsky (Lessingtheater Berlin)
- 1919: Ludwig Anzengruber: Der Pfarrer von Kirchfeld (Pfarrer von St. Jakob) – Regie: ? (Lessingtheater Berlin)
- 1919: Gerhart Hauptmann: Der rote Hahn (Dr. Boxer) – Regie: Victor Barnowsky (Lessingtheater Berlin)
- 1920: Balbo Neumann: Das Glas der Jungfrau (Monsignore Giuseppe) – Regie: ? (Lessingtheater Berlin)
- 1920: Hans Müller-Einigen: Die Flamme (Kanzleirat) – Regie: Julius E. Herrmann (Lessingtheater Berlin)
- 1921: Rudolf Preber / Leo Walter: Die Ballerina des Königs (Ange Cori) – Regie: Julius E. Herrmann (Lessingtheater Berlin)
- 1921: Georg Kaiser: Von morgens bis mitternachts (ein Mann) – Regie: Victor Barnowsky (Lessingtheater Berlin)
- 1922: Victorien Sardou: Madame Sans-Gêne (Polizeiminister) – Regie: Hubert Heinich (Lessingtheater Berlin)
- 1924: Ludwig Anzengruber: Der G’wissenswurm – Regie: Victor Barnowsky (Lessingtheater Berlin)
- 1928: Hermann Ungar: Der rote General – Regie: Erich Engel (Theater in der Königsgrätzer Straße Berlin)

### Regisseur
- 1906: Jewgeni Tschirikow: Die Juden (auch Rolle als Leiser Fränkel) (Kleines Theater Berlin)
- 1908: Richard Oswald / Julius Philipp: Der Hund von Baskerville (auch Rolle als Sherlock Holmes) (Raimundtheater Wien)
- 1909: Herman Heijermans: Ghetto (auch Rolle als Sachel) (Schauspielhaus Düsseldorf)
- 1910: Molière: Der eingebildete Kranke (auch Titelrolle) (Schauspielhaus Düsseldorf)
- 1910: Alexandre Bisson / George Thurner: Sternenhochzeit (Neues Schauspielhaus Berlin)
- 1914: Heinrich Lee: Grüne Ostern (Schauspielhaus Düsseldorf)
- 1915: Johann Wolfgang von Goethe: Die Mitschuldigen (Schauspielhaus Düsseldorf)
- 1915: Gotthold Ephraim Lessing: Nathan der Weise (auch Titelrolle) (Schauspielhaus Düsseldorf)
- 1916: Gotthold Ephraim Lessing: Emilia Galotti (auch Rolle als Kammerherr Marinelli) (Schauspielhaus Düsseldorf)
- 1916: Fritz Friedmann-Frederich: Logierbesuch (Schauspielhaus Düsseldorf)
- 1917: Ludwig Fulda: Die verlorene Tochter (Schauspielhaus Düsseldorf)
- 1918: Wolfgang Amadeus Mozart: Der Schauspieldirektor (Lessingtheater Berlin)
- 1918: Adolf Paul: Lola Montez (Deutsches Künstlertheater Berlin)
- 1919: Anton Wildgans: Dies irae (Lessingtheater Berlin)
- 1919: Sigurd Ibsen: Robert Frank (Lessingtheater Berlin)
- 1921: Eugène Brieux: Die rote Robe (Lessingtheater Berlin)
- 1921: Hermann Essig: Der Frauenmut (Lessingtheater Berlin)
- 1922: Gerhart Hauptmann: Der Biberpelz (Lessingtheater Berlin)
- 1922: Arthur Schnitzler: Liebelei (auch Rolle als Weiring) (Deutsches Künstlertheater Berlin)
- 1923: Ludwig Thoma:  Magdalena (auch Rolle als Jakob Moosrainer) (Deutsches Künstlertheater Berlin)
- 1923: Georg Hirschfeld: Die Mütter (Lessingtheater Berlin)
- 1924: Georg Kaiser: David und Goliath (Wallner-Theater Berlin)
- 1924: Ernst Toller: Hinkemann (auch Rolle als Grillhofer) (Residenz-Theater Berlin)
- 1925: Armin Friedmann / Hans Kottow: Onkel Bernhard (Deutsches Künstlertheater Berlin)
- 1925: William Shakespeare: Romeo und Julia (auch Rolle als Lorenzo) (Wallner-Theater Berlin)
- 1926: Georg Hirschfeld: Mieze und Maria (Theater am Kurfürstendamm Berlin)
- 1926: Paul Armont / Marcel Gerbidon: Dicky (Lustspielhaus Berlin)
- 1927: Sling: Der dreimal tote Peter (Theater in der Königsgrätzer Straße Berlin)
- 1927: Franz Grillparzer: Weh dem, der lügt! (Thalia-Theater Berlin)